# William Withey Gull
El barón William Withey Gull (Colchester, 31 de diciembre de 1816 - Londres, 29 de enero de 1890) fue un médico inglés. 

## Biografía
Sir William Withey Gull era hijo de un barquero muerto de cólera, que dejó a su familia en la pobreza. A pesar de ello, William tuvo la suerte de que Sr. Harrison, secretario del hospital de Guy, lo tomase bajo su protección.
Estudió en el hospital mencionado y se graduó en medicina en la Universidad de Londres (1841), lo que le permitió acceder a su título en 1846. Impartió clases de Filosofía natural en el hospital de Guy desde 1843 hasta 1847. También fue profesor de anatomía comparada entre los años 1846 y 1856. Recibió el título de profesor y conferenciante de fisiología y anatomía en el hospital, en el que serviría como fisionomista durante el resto de su vida.
Gull fue nombrado barón en 1872, cuando trató al príncipe de Gales de una fiebre tifoidea. También era el fisioterapeuta de la Reina Victoria, dos pacientes que lo encumbraron como el fisioterapeuta más famoso de Inglaterra. Fue miembro del Concilio General de Medicina y fue nombrado Dr. Juris Honor en Oxford en 1868, Cambridge 1880 y en Edimburgo en 1884. En 1887, fue nombrado fisionomista personal de la reina, pero, por razones de salud, tuvo que cesar su labor al año siguiente.

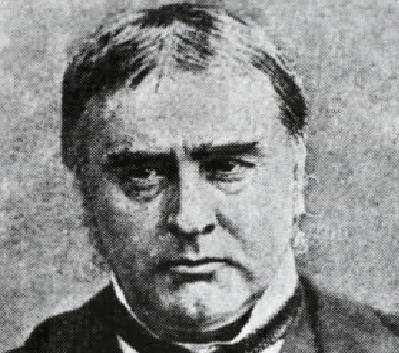
Sir William Withey Gull.

En 1873, Gull fue uno de los primeros en entender que la causa del mixedema es la atrofia de la glándula tiroides. Con H.G. Sutton, describió la fibrosis arterio-capilar en 1872, y fue el primero en usar el término anorexia nerviosa.
Su descripción del mixedema (1873) no fue la primera, pero sí fue la pionera en atribuir las causas clínicas al tiroides. 
Gull era partidario de una utilización mínima de drogas y defendía la vivisección y la investigación clínica.
A su muerte, Gull se había convertido en un hombre de posición económica holgada. De sus éxitos en la práctica de la medicina, especialmente en el tratamiento de pacientes neuróticos, dan buena prueba las 344 000 libras que dejó en herencia.
A un paciente hipocondríaco le dijo "Eres un hombre sano, que está enfermo". Esto satisfizo tanto al paciente que quiso saber por qué otros doctores no le habían dicho nada. Gull fue célebre por el trato amable que prodigaba a sus pacientes, y conocido como uno de los precursores de la visión moderna de la medicina, por la que el objeto de la atención médica es el paciente y no la enfermedad en sí misma.
Además, hizo numerosos esfuerzos por favoreceer la participación de las mujeres en la Medicina, promoviendo su entrada en la Facultad de Londres al asegurar que no estaban menos preparadas que los hombres para ejercerla. A tal fin, instituyó la Fundación Memorial Helen Prideaux en 1886, en honor a una estudiante que había fallecido a causa de difteria el año anterior y que había ganado una medalla de oro en Anatomía y un grado de primera categoría. Hasta su propia muerte en 1890 donó una cantidad anual para apoyar la graduación de dos mujeres por curso.

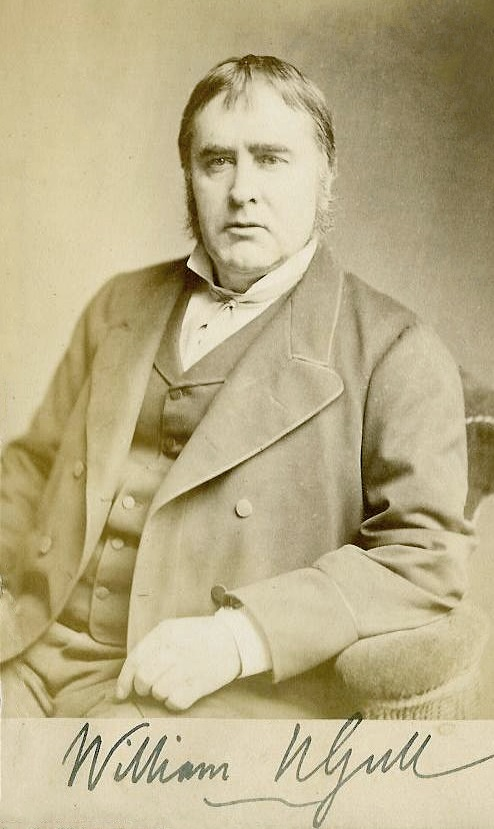
Foto y firma de Sir William Withey Gull (circa 1860).

## El Dr. William Gull y la Teoría de Jack el Destripador
Realmente cuesta concebir una carrera profesional más distinguida que la de este facultativo. Sin embargo, tales méritos no evitaron que con el correr del tiempo se propagase la versión de que el insigne galeno habría llevado una segunda existencia mucho más tenebrosa, puesto que bajo su tan digna apariencia supuestamente se escondía el peor asesino en serie británico de postrimerías del siglo XIX: Jack el Destripador.
La irrupción de Gull a ese papel se debió a la obra del periodista y escritor Stephen Knight publicada en 1976 bajo el título de Jack the Ripper: The Final Solution.
Según esta historia, las cinco meretrices víctimas del Destripador intentaban chantajear a la Corona británica al conocer el casamiento semiclandestino del príncipe Alberto Víctor, duque de Clarence, con una modesta empleada de comercio de nombre Annie Crook quien tuvo una hija del futuro rey.
A tales efectos, se verificaría una conspiración que involucró a prominentes miembros del imperio (en especial, algunos vinculados a la masonería), y al médico oficial de la Casa Real le tocaría cumplir el encargo de exterminar a las chantajistas conjuradas. A efectos de concretar con éxito tan abominable faena, el eminente cirujano contaría con el auxilio prestado por dos cómplices, a saber: el cochero John Netley y el afamado pintor impresionista Walter Richard Sickert.
La obra de Knight resultó muy impactante y mediática, pero recibió el casi unánime rechazo por los estudiosos del caso, debido a su notoria ausencia de pruebas.
Entre las críticas negativas que ha merecido esta conjetura se sostuvo:

La historia de Knight se derrumba a cada paso. Los francmasones no usan la frase 'los judíos' para referirse a Jubela, Jubelo, Jubelum... Knight no explica cómo se enteraron las cinco prostitutas asesinadas del matrimonio del duque de Clarence ni porqué Gull pudo haber decidido que ellas debían ser castigadas como francmasones que han revelado secretos de la masonería...
Consultar:

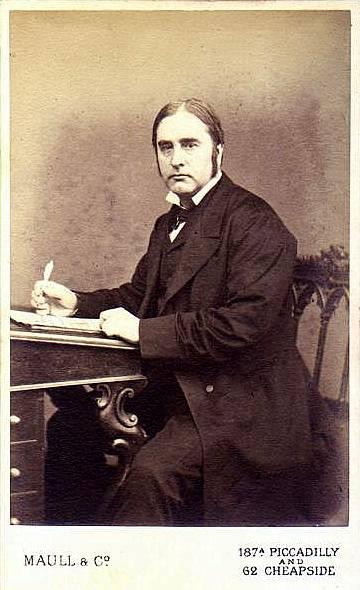
Sir William Withey Gull, a menudo citado como sospechoso de ser Jack the Ripper.

El Dr Gull era un alto integrante de la masonería (hecho no controvertido), y había sufrido un ataque cardíaco y cerebral meses antes de comenzar los crímenes de Whitechapel.
A pesar de que la hipótesis de la conspiración no superó las furibundas críticas lanzadas por los especialistas de aquellos crímenes victorianos, sin embargo dio origen, a muy abundante literatura de ficción ulterior a ese ensayo, en la cual se repetirá básicamente la versión con ligeros agregados y variantes.
From Hell ("Desde el Infierno"), cómic de Alan Moore y Eddie Campbell, también recogió esta teoría conspirativa, y propuso al Dr Gull representando el papel de ejecutor, dando lugar a la taquillera película homónima. El film rodado en el año 2001 fue dirigido por los hermanos Hughes, y contó con las actuaciones protagónicas de Ian Holm actuando en el doble rol del célebre médico y de Jack el Destripador, y de Johnny Depp interpretando a su gran rival, el Inspector Frederick George Abberline.